# كأس تونس لكرة اليد 2020–21
كأس تونس لكرة اليد 2020–21 هو الدورة 66 من كأس تونس لكرة اليد للرجال. شارك فيها 12 فريقا.
فاز بهذا الموسم الترجي الرياضي التونسي، وجاء ثانيا النادي الرياضي بساقية الزيت.

## روابط خارجية
- الموقع الرسمي للجامعة التونسية لكرة اليد.